# Onthophagus anceyi
Onthophagus anceyi är en skalbaggsart som beskrevs av Antoine Boucomont 1921. Onthophagus anceyi ingår i släktet Onthophagus och familjen bladhorningar. Inga underarter finns listade i Catalogue of Life.